# Azola
Azola (lat. Azolla filiculoides) je paprat koja vodi poreklo sa američkog kopna. Svrstana je među sporadično invazivne vrste i pripada familiji Azollaceae. Razmnožava se bespolno i polno.

## Opis
Azola je relativno mala, heterosporna paprat. Prisutan je glavni rizom koji se grana na sitnije sekundarne rizome. Iznad njih se nalaze naizmenično raspoređeni listovi. Ventralno su postavljeni adventivni korenovi pomoću kojih se aposrbuju neophodni nutrijenti. Zanilmljivo je da ova paprat živi u simbiozi sa cijanobakterijom Anabaena azollae. Istraživanja su pokazala da postoji uticaj na rast biljke Potamogeton crispus.

## Rasprostranjenost
Ova vrsta je nativna za prostore SAD i Kanade, ali i srednje i južne Amerike. Introdukovana je u Evropu, Afriku, Japan i Novi Zeland. Rasprostirana je na različite načine, ali najčešće preko čoveka. Prvi put u Evropu je introdukovana krajem XIX veka, a podaci govore da je u Aziju introdukovana 1977. godine. 

## Stanište
U oblastima iz kojih potiče naseljava potoke, reke i jezera. Nativna staništa se karakterišu toplom klimom sa vlažnim letom i blagom zimom. U introdukovanim sredinama postoji verovatnoća da naseljava cvetajuće vode.

## Literatura
- Hyde, H. A., Wade, A. E., & Harrison, S. G. (1978). Welsh Ferns. National Museum of Wales.  0-7200-0210-9.
- Sainty, G. & Jacobs, S. (2003) Waterplants in Australia. Sainty and Associates, Potts Point, Sydney, Australia.  0-9581055-1-0

## Spoljašnje veze
- Flora of North America: Azolla filiculoides
- USDA Plants Profile: Azolla filiculoides
- Plants for a Future: Azolla filiculoides
- NSW Flora Online: Azolla filiculoides